# عز الدين عزوز
عز الدين عزوز (1918-1983) هو أحد المناضلين الوطنيين التونسيين، لكنه لم يكن متحزبا.

## بداياته
ولد يوم 5 جويلية/تموز 1918 بتونس العاصمة. دخل الكتاب ثم التحق بالمدرسة الصادقية فالليسي كارنو حيث حصل شهادة على الباكالوريا.

## من الكشافة إلى النضال الوطني
عمل فيما بين 1940 و1942 في البريد، ثم أصبح مترجما لدى البوليس. نشط في الكشافة التونسية من خلال نشاطه في جمعية الكشاف المسلم التونـسي منذ سنة 1934 ثم أصبح قائدا عاما لها في النصف الأول من الأربعينات. شارك في أكتوبر/نوفمبر 1945 في مؤتمر الشباب العالمي المنعقد آنذاك بالعاصمة البريطانية لندن. وقد انتهز تلك الفرصة ليتهجم على النظام الاستعماري الفرنسي، وعاش بعد ذلك متنقلا بين سوريا ومصر وليبيا، وتخرج في الأثناء من الأكاديمية العسكرية بدمشق. كان قريبا جدا من الأمير محمد بن عبد الكريم الخطابي. وهو ما لم يرض الزعيم الحبيب بورقيبة آنذاك.

## بعد الاستقلال
عاد إلى تونس بعد حصولها على الاستقلال سنة 1956. ولكنه لم يجد الحظوة التي كان ينتظرها بسبب استبعاد بورقيبة له باعتبار تكوينه العسكري، ولمشاركته في بعض الانقلابات التي جرت بسوريا. فعاش ظروفا صعبة تحدث عنها في الكتاب الذي صدر له بالفرنسية بعد وفاته تحت عنوان (L'histoire ne pardonne pas, Tunisie 1938-1969) (التـاريخ لا يـرحم). توفي في سبتمبر 1983.